# アミュレット

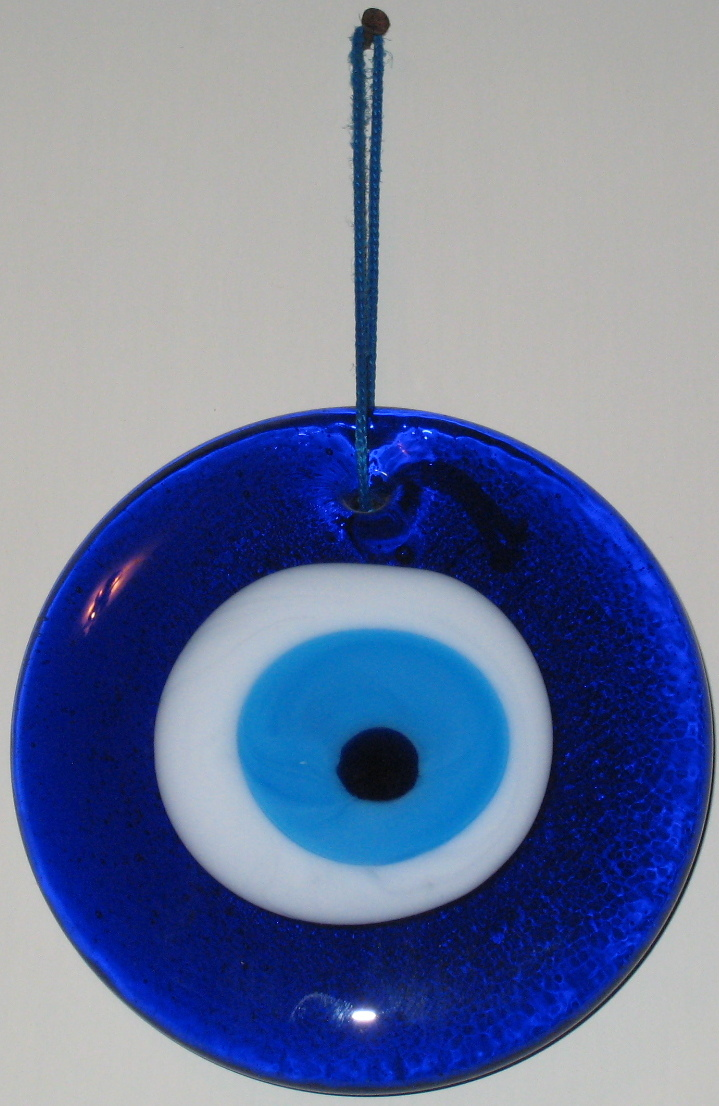
邪視を避けるためのアミュレットであるナザール・ボンジュウ

アミュレット(Amulet)は、その持ち主に保護を与えると信じられている物体である。この言葉は、ガイウス・プリニウス・セクンドゥスの『博物誌』によるとラテン語で「人々をトラブルから守る物体」という意味のamuletumという言葉に由来するとされる。一般に使われるものは、像、硬貨、絵、植物の一部、動物の一部、記載された文字等だが、あらゆるものがアミュレットの機能を持ちうる。
アミュレットは、魔力からその並外れた特性と力を得て、幸運をもたらすと言われ、一般的には民間信仰やペイガニズムの一部であると言われるが、一方で、キリスト教等の組織化された主要な宗教のアミュレットやサクラメントは、イエス・キリストへの信仰と聖職者による祝福がなければ、力を持たず、また、適切な傾向性を持たない者には、超自然的な利益は提供されないと信じられている。タリスマンとアミュレットはほぼ同様の意味であるが、アミュレットは、悪の影響や不運を避ける力を持つ物体を指す。アミュレットは通常、身に着けて用いるもので、耐久性のある素材（金属や硬い石）でできているが、紙のものもある。アミュレットは、ネックレスからぶら下がる装飾品であるペンダントと混同されることがある。アミュレットとして用いられるペンダントもあるが、持ち主を危険から守るあらゆるものが同様にアミュレットになり得る。

## 古代エジプト

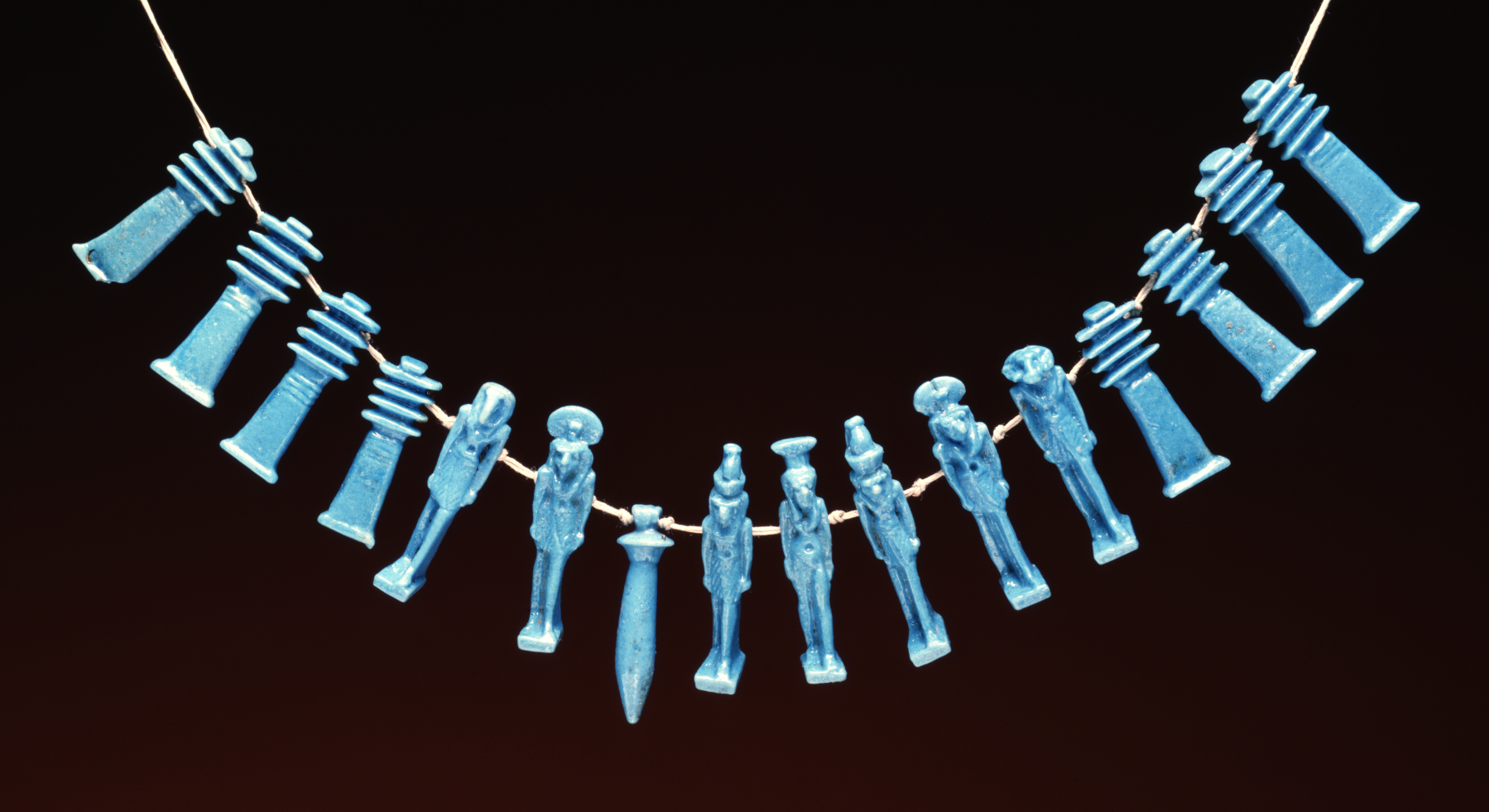
エジプトファイアンスでできた、ジェド、ワジェトと女神の像からなるアミュレット

アミュレット(meket)の利用は、古代エジプトでは、生者及び死者の間で広がっていた:66。これらは、守護のためと、「・・・宇宙の根本的な公平性を再確認する」ために用いられた。発見されている最古のアミュレットは、先史時代のバダリ文化のもので、ローマ時代まで継続して存在した。
妊娠した女性は、流産から身を守るために、出産を司る女神であるタウエレトを描いたアミュレットを身に着けた:44。ライオンの頭とドワーフの体を持つ神であるベスは、子供の守護者と信じられたため:44、出産後には、母はタウエレトのアミュレットを外し、ベスのアミュレットを身に着けた:44。
アミュレットには特定のシンボルが描かれており、その中でも最も一般的なものは、アンクとホルスの目である。後者は、叔父のセトとの戦いの間に破壊された古い目の代わりに、ホルスがトートから与えられた新しい目を表している:67。アミュレットは、しばしば、神、動物やヒエログリフを表すために作られる:67。例えば、一般的なアミュレットの形であるスカラベの形は、ケプリ神を表している:67。
アミュレットを作るのに最も一般的な材料は、エジプトファイアンスまたはtjehenetとして知られるセラミックの一種であるが、石、金属、骨、木、金等でも作ることがある:66。また、文章を含む経札も一般的なアミュレットである。
メソポタミア人と同様に、古代エジプト人も、魔術と医学の区別をつけていなかった。実際に彼らにとっては、「・・・宗教は魔法の治療に影響を与える協力で正当な手段であった」。各々の治療は、実践的な医学と魔法の呪文の相補的な組み合わせであった。ヘビによる咬傷に対する魔法の呪文は、エジプトでの既知の最古の魔法による治療法である。
エジプト人は、病気は超自然的な原因と自然的な原因の両方で発生すると信じており、病気の症状により、医者が呼び起こす必要のある神が決まった。
医者にかかるのは非常に高価だったため、ほとんどの日常において、一般的なエジプト人は、専門の医者ではないが医療訓練を受け、知識がある人物に頼っていた。これらの人々の中には、骨折を治したり、分娩を助けたり、一般的な病気に対して薬草を処方したり、夢を解釈することができる民間療法士や占い師であった。もし医者や占い師にも頼れなければ、一般の人々は、助けなしで自ら呪文を唱えるだけであった。人々が後で唱えるために呪文や祈りを暗記することは一般的であったと考えられる。

## 古代ギリシア及びローマ

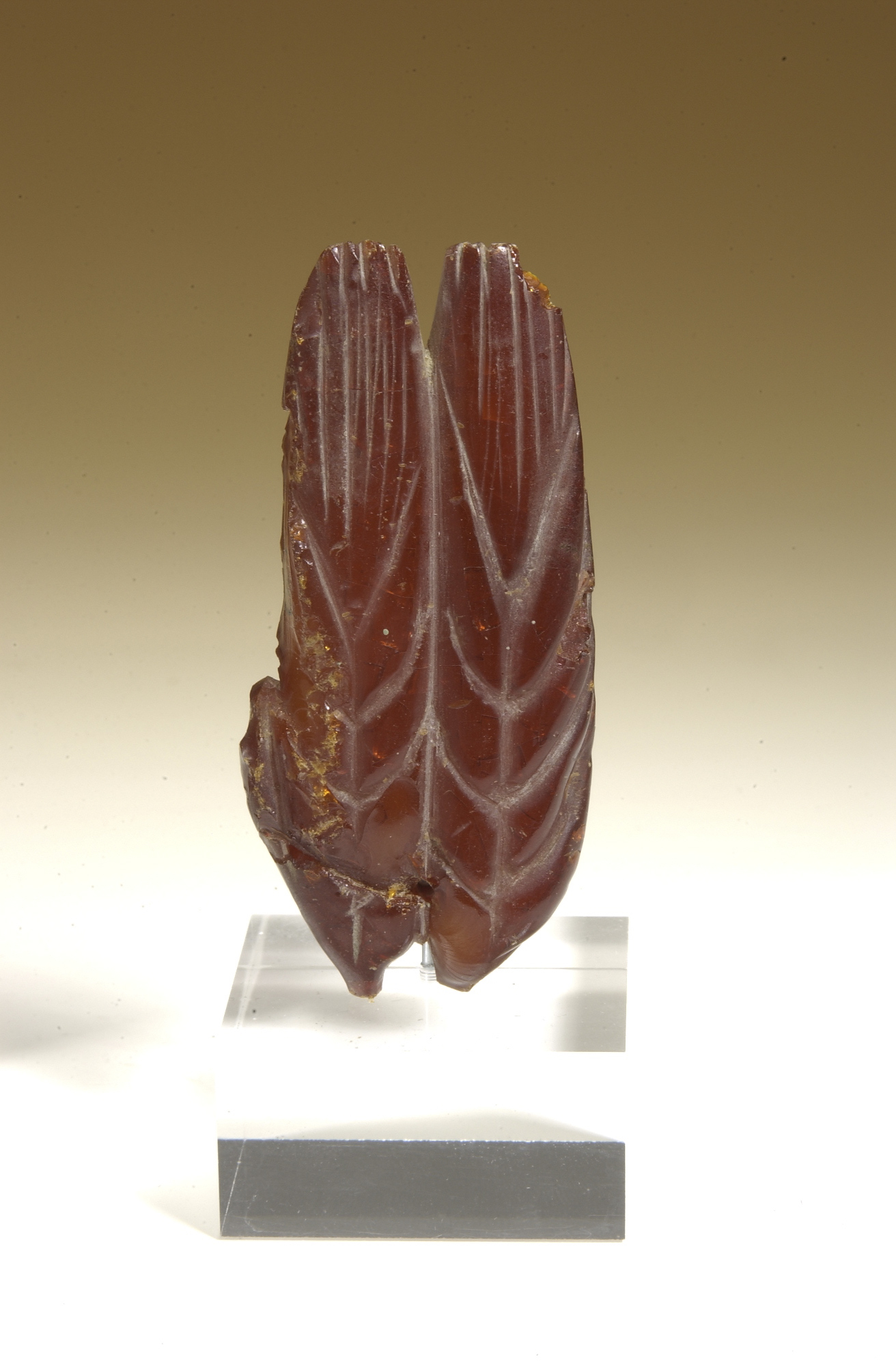
ローマ時代（69-96年）の琥珀と小麦の花穂のアミュレット

アミュレットは、古代ギリシアの伝統を受け継いで古代ローマ社会では特に普及しており、古代ローマの宗教や魔術と切り離せない関係にあった（古代ギリシャ・ローマ世界の魔術を参照）。アミュレットに用いられる特定の宝石と神々との間には、関連性が指摘されている。例えば、ユーピテルは乳色の玉髄、ソールはブラッドストーン、マールスは赤色の碧玉、ケレースは緑色の碧玉、ディオニューソスはアメシストである。アミュレットは、敬虔さのためというよりも、神々に関連する力を刻み込むために身に着けられる。アミュレットの内在的な力は、「使用者に幸運を」といった意味を持つvterfexix (utere fexix)等の刻印を持つものからも明らかである。アミュレットを収める箱も用いられていた。例えば、イギリスのノーフォーク州で見つかったセットフォード・ホートの一部として、首にから吊るす金の箱の中に、厄払いの力を持つ硫黄が入っているものが見つかっている。子供達は、bullaやlunulaを身に着け、w:Crepundiaとして知られるアミュレットの鎖で守られた。

### 中東
銀、金、銅、鉛等でできた薄いシート型の金属製のアミュレットは、古代末期にパレスチナ及びシリア、またその近隣の国（メソポタミア、小アジア、イラン）でも人気があった。通常、それらは巻いた状態で金属製の容器に収められ、ネックレスとして携帯するためのひもがついていた。また、針を用いて、多数の呪文や神の名前（テトラグラマトン）が刻まれていた。刻まれる文字はアラム語やヘブライ語がほとんどだったが、ギリシア語と組み合わせたものもあった。

### 中国、韓国、日本

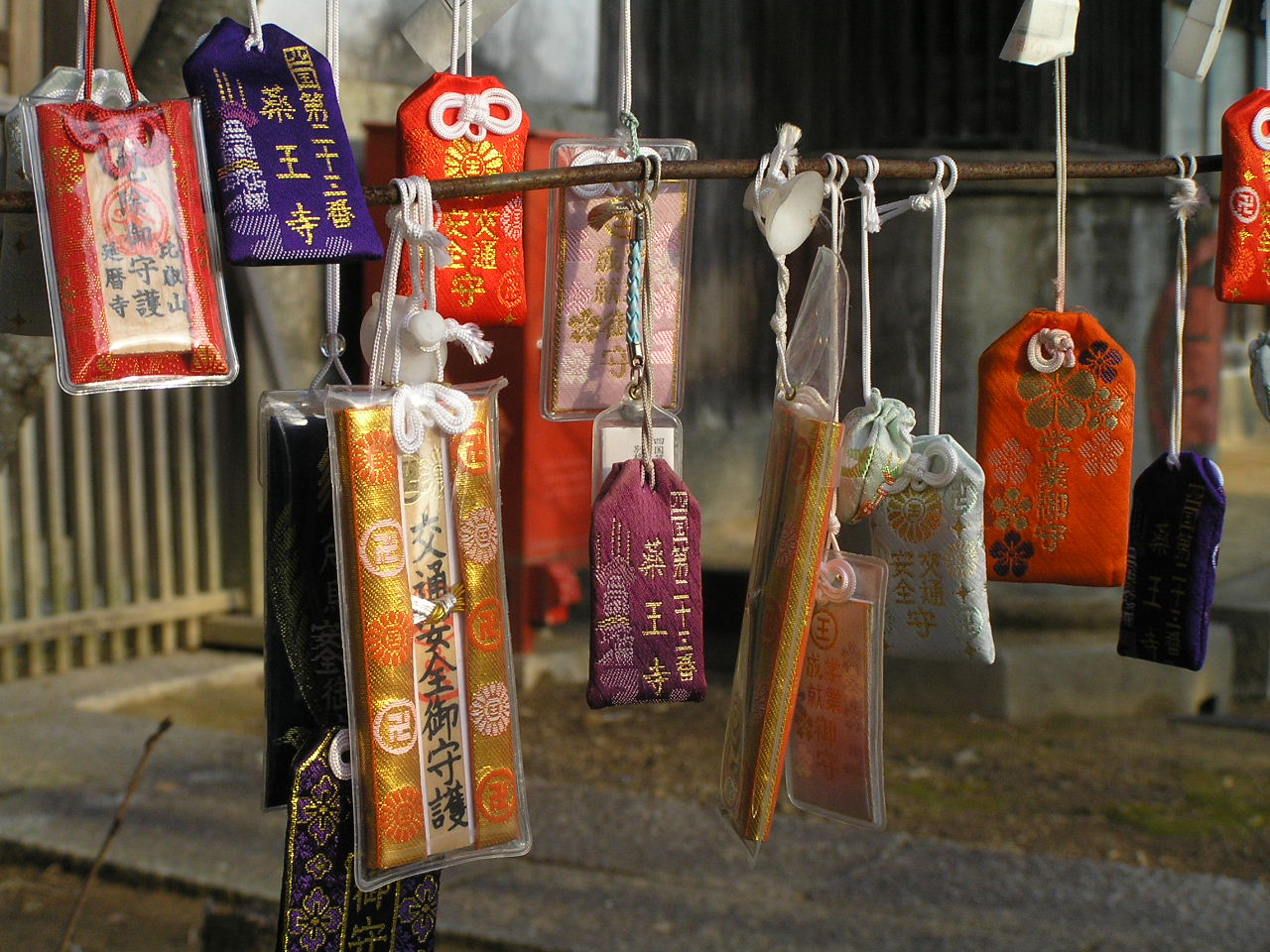
日本のアミュレットであるお守り（薬王寺 (徳島県美波町)）

中国では、道教の専門家が、悪霊から身を守ると言われる呪符を発達させた。日本におけるアミュレットは神札と呼ばれる。韓国ではbujeokと呼ばれ、ブロケードの小さな袋の中に入れて持ち運ばれる。

## アブラハムの宗教
古代及び中世には、オリエントのユダヤ教徒、キリスト教徒やイスラム教徒は、アミュレットや祝福された物体の守護及び治癒の力を信じた。多くのペイガニズムの宗教でも石崇拝が行われた。これらの人々が用いたタリスマンは、携帯するか身に着けるもの、衰弱した人のベッドに吊り下げるもの、医療用のものの3種類に分類できた。さらに3つ目の分類は、外的なものと内的なものに細分できた。例えば、外的なアミュレットは、風呂に置かれた。
ユダヤ教徒、キリスト教徒やイスラム教徒も、重大な状況において、聖典をアミュレットのように用いることがあった。例えば、寝たきりや重症の病人は、聖典をベッドかクッションの下に置いた。

### ユダヤ教
ユダヤ教の伝統においてアミュレットはよく用いられ、ソロモン時代のアミュレットは、多くの博物館に収蔵される。ユダヤ教における偶像禁止のため、ユダヤのアミュレットは、文章や名前を強調したものである。ユダヤのアミュレットの形、材質、色には、違いはない。例としては、ケテフ・ヒノムで発見された銀製の小さな護符(w:Ketef Hinnom scrolls)（紀元前630年頃）、チャイのネックレス（単にユダヤ人のアイデンティティを示すために着用されることもある）、また、羊皮紙や銀等の金属にエル・シャダイ等のユダヤ教の神の1人の名前を書いた銘刻等がある。文字を含まないものとしては、ハムサ（人の手の輪郭を象ったもの）やソロモンの指輪を用いることもある。

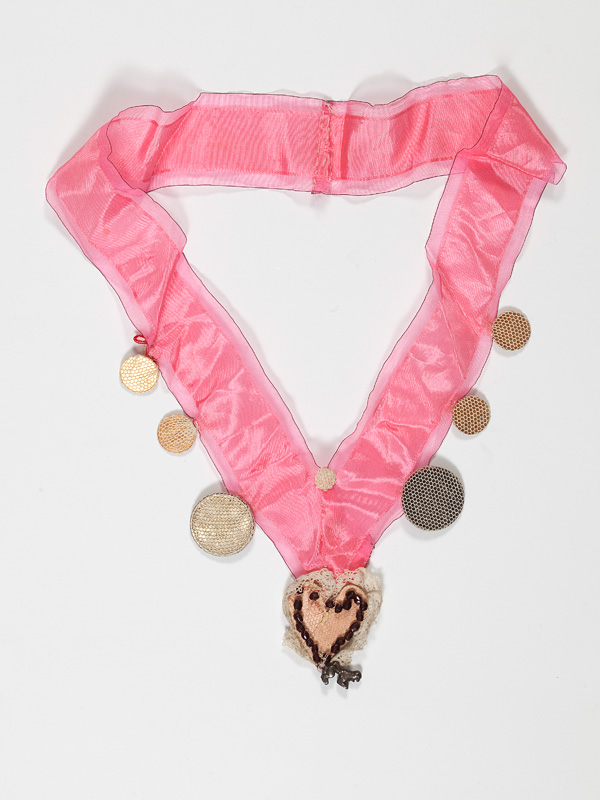
男児の割礼の際に用いられるネックバンド（スイスユダヤ教博物館蔵）

モーシェ・ベン＝マイモーンやシェリラ・ベン・ハニナ（及びその息子のハイ・ベン・シェリラ）は、アミュレットの使用に反対し、「アミュレット作家の愚かさ」を嘲笑した。しかし、他のラビはアミュレットの使用を承認した。子の誕生に関する地域の伝統には、悪魔や邪視、リリスなどの悪霊を防ぐためのアミュレットを含むことがよくあった。

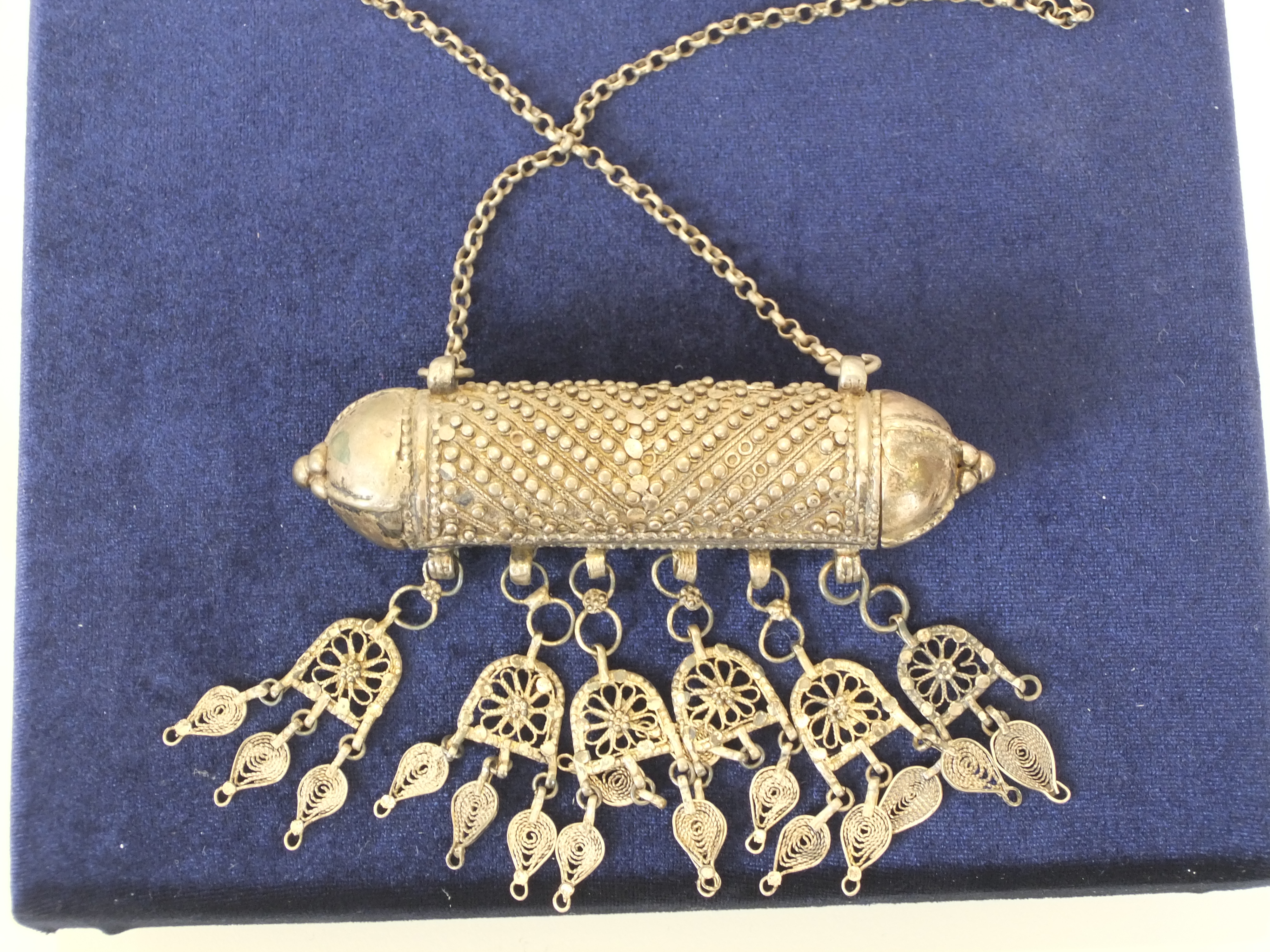
銀製のアミュレット入れ

miracle rabbiとして知られるバール・シェムは、アミュレットの文字を書いたり、神や守護天使の名前を呼び出すことにも責任を負っていた。助産師も、母や子を守るためのハーブを入れたアミュレットをしばしば作った。ドイツ南部、アルザス地域圏、スイスの一部では、ユダヤ教徒の男児は、ブリット・ミラー（割礼）の際に織物のネックバンドまたは襟を身に着けた。ネックバンドに付けられた硬貨または珊瑚石は、邪視を男児から遠ざけ、保護する機能を意味していた。この習慣は、20世紀初頭まで続いた。
メズーザーやテフィリンについては、アミュレットの一種とみなす者もいるが、そうではないとする者もいる。
ラビでカバラ研究者のナフタリ・コーエンは、アミュレットの魔術的利用の専門家と言われる。彼は、自身の家を全焼させ、フランクフルトのユダヤ人街全体の1/4を破壊した火災の原因となり、アミュレットの力を試験したいために従来の方法での消火を妨害したとして、非難された。彼は投獄され、地位を奪われて、街を追放された。

### キリスト教
キリスト教では、定期的に教会に通い、しばしば聖餐を受け取り、聖書を勉強し、一貫した祈りの生活を送ることは、悪魔の影響を追い払う最良の手段の1つであると教えられる。カトリック教会、東方諸教会、東方正教会、ルーテル教会、聖公会、ペンテコステ派のキリスト教各派は、適切な傾向性でサクラメントを用いることは、三位一体の神への確固たる信仰と献身によってのみ奨励され、魔術的、迷信的な信念を与えることによってではないとしている。この観点では、w:Prayer cloth、w:Holy anointing oil、数珠状の祈りの用具、w:rayer beads、w:Confraternities of the Cord、スカプラリオやメダル、その他の宗教用具の力の由来は、単にそれに描かれるシンボルだけではなく、イエス・キリストの名の下に教会で与えられる祝福による。アミュレットを献身を示すものとして使ったり、自身や他者に大きな概念を思い出させたり、大きな力を称賛したりするのは、キリスト教が発祥あるいはキリスト教に特有のことではない。
十字架や十字の描き方は、教父の時代から、悪魔を追い払う重要なサクラメントである。多くのキリスト教徒は、十字架のネックレスを身に着ける。神聖ローマ皇帝コンラート2世のw:Imperial crossは、十字架の力を示したものである。
カトリック教会、ルーテル教会、聖公会の伝統によるベネディクト会の著名なアミュレットは、聖ベネディクトメダルであり、これは、「退け、サタンよ」という意味を持つヴァーデ・レトロー・サタナー(Vade Retro Satana)という式文を含んでいる。このメダルは、少なくとも1700年代から用いられ、1742年にはローマ教皇ベネディクトゥス14世の承認を得て、後にw:Roman Ritualの一部となった。
悪を追い払う力を持つ聖水の力について記載したキリスト教の聖人もいる。そのため、キリスト教会（特にカトリック教会、正教会、ルーテル教会、聖公会等の各派）においては、聖水は、洗礼のサクリメントや家庭での献身に用いられている。イエス・キリストと聖母マリアのビジョンを見たと報告した教会博士であるアビラのテレサは、聖水の力を強く信じており、聖水によって、悪と誘惑を追い払うことに成功したと記載した。
聖職者ではないカトリック教徒は、厳粛な悪霊追い出しを行うことは許可されていないが、悪を追い払うために、聖水や祝福された塩、また聖ベネディクトメダルや十字架、その他のサクリメントを用いることはできる。
カトリックのサクラメントのいくつかは、特定の聖人か大天使との関連によって悪から守ると信じられている。w:Scapular of Saint Michael the Archangelは、サタンの主敵であった大天使ミカエルに関連するローマカトリックのスカプラリオである。ピウス9世は、このスカプラリオに祝福を与えたが、初めて公式に承認されたのは、レオ13世の時代であった。このスカプラリオの形はいくらか独特で、小さな盾の形をした青色と黒色の2つの布から構成されている。また、帯の色も同様に一方は青色、もう一方は黒色である。2つの布には、ドラゴンを討つミカエルの有名な図柄と、「神に似た者は誰だ？」と言う意味の"Quis ut Deus?"という銘が刻まれている。
19世紀以降、敬虔なスペインの兵士、特にカーリズムの部隊は、イエス・キリストの聖心の図柄と、Detente bala（「弾よ、止まれ」）という銘が入った当て布を身に着けている。
初期のエジプト人キリスト教徒は、聖典のインキピット、特にゴスペル、主の祈り、詩篇第91篇等の冒頭の文が記載されたアミュレットを作った。これらのアミュレットは、古代末期（300⁻700年頃）から残っている。病気から守ったり、悪魔から保護するため、ギリシア語またはコプト語でパピルスや羊皮紙等の細片に書かれた。
特にギリシア正教の伝統を持つ一部の信者は、サタンを追い払うために、東方教会のサクラメントであるフィラクトを衣服にピンで止めて身に着ける。

### イスラム教
| 場所               | アミュレット着用 | 邪眼信仰 | 邪眼に対する物体の保有 |
| ------------------ | ---------------- | -------- | ---------------------- |
| 南東ヨーロッパ     | 24               | 47       | 35                     |
| 中央アジア         | 20               | 49       | 41                     |
| 東南アジア         | 3                | 29       | 4                      |
| 南アジア           | 26               | 53       | 40                     |
| 中東/北アフリカ    | 25               | 65       | 18                     |
| サブサハラアフリカ | N.D.             | 36       | N.D.                   |

イスラム教では、アミュレットを用いる長い文化的伝統があり、イスラム教徒が多数を占める多くの国では、人口の10%が用いている。ハディースの中には、タリスマンを身に着けることを非難するものもあり、またイスラム教徒の一部（サラフィー主義者等）は、アミュレットやタリスマンはイスラム教では禁止されており、それらを使うことはシルク（偶像崇拝）の罪に当たると信じている。他のハディースでは、イスラム教の宗派が許可したタリスマンを通常はいくつかの条件の下（例えば、身に着ける人がタリスマンは神の意思のみによって助けると信じていること）でその使用を支持している。多くのイスラム教徒は、タリスマンを邪視に対抗するためのものと考えておらず、これらは身に着けるのではなく、しばしば家の中に保管される。身に着けるアミュレットの例としては、ネックレス、指輪、ブレスレット、硬貨、アームバンド、シャツ等があり、hafizやペンダントを意味するhimalaと呼ばれる。
アミュレットはタリスマンとほぼ同義であるが、アミュレットは一般にお守りとして身に着けるもので、紙の場合もあるが、たいていの場合、金属や石等の耐久性のある素材でできている。一方タリスマンは、それほど頑丈ではなく、通常は個々人に応じた形である。イスラム教文化では、アミュレットはしばしば、祈りの言葉、クルアーンやハディースの一節、宗教の物語、宗教名等から引用される文字を含む。アッラーフ（神）という言葉は、その言葉に触れたり見るだけで悪を追い払うと多くの人が信じているため、特に人気がある。アッラーフの99の美名や、イスラム教の預言者であるムハンマドやその仲間の名前も用いられる。
預言者や宗教に関係のある人物の名前は、身に着ける者とその名をもつ人物をつなげ、身に着ける者が守護される感覚を与える。これらの人物に関係する物語にも効果があると考えられており、これらに関係する人物や前兆の絵を添える場合もある。好まれる絵には、ソロモンやアリー・イブン・アビー・ターリブ、その息子のハサンとフサイン、七人の眠り聖人等がある。これらの文字は、それを読む者を悪魔やジンから守ることを約束するものでもあり、呪術的な文章を衣服に縫い込むことさえある。また、保護の力を与えるため、武器に宗教的な文章を刻み込むこともあった。オスマン帝国の戦争中には、クルアーンの引用、預言者の名前、神聖なシンボルを描いた巻物が普及し、戦闘中に着用されたタウイズには、'victory is from God and conquest is near'（「勝利は神から、征服は近い」）というクルアーンの一節(Qur. 6I:13)が書かれたものもあった。タウイズに記載される文書は、ほとんどが既製のものであったが、字が書ける者は、自分で文章を変更することができた。タウイズとしては、ペンダント、金属への彫刻、またドゥアーを額装して用いることもあった。他の宗派から批判されることもあったが、スンニ派は、それがアッラーフとの結びつきを強めると意識されるものであり、タウイズ自体が治癒や保護を行うという信念からくるものでない限りは、タウイズの着用を許可している。

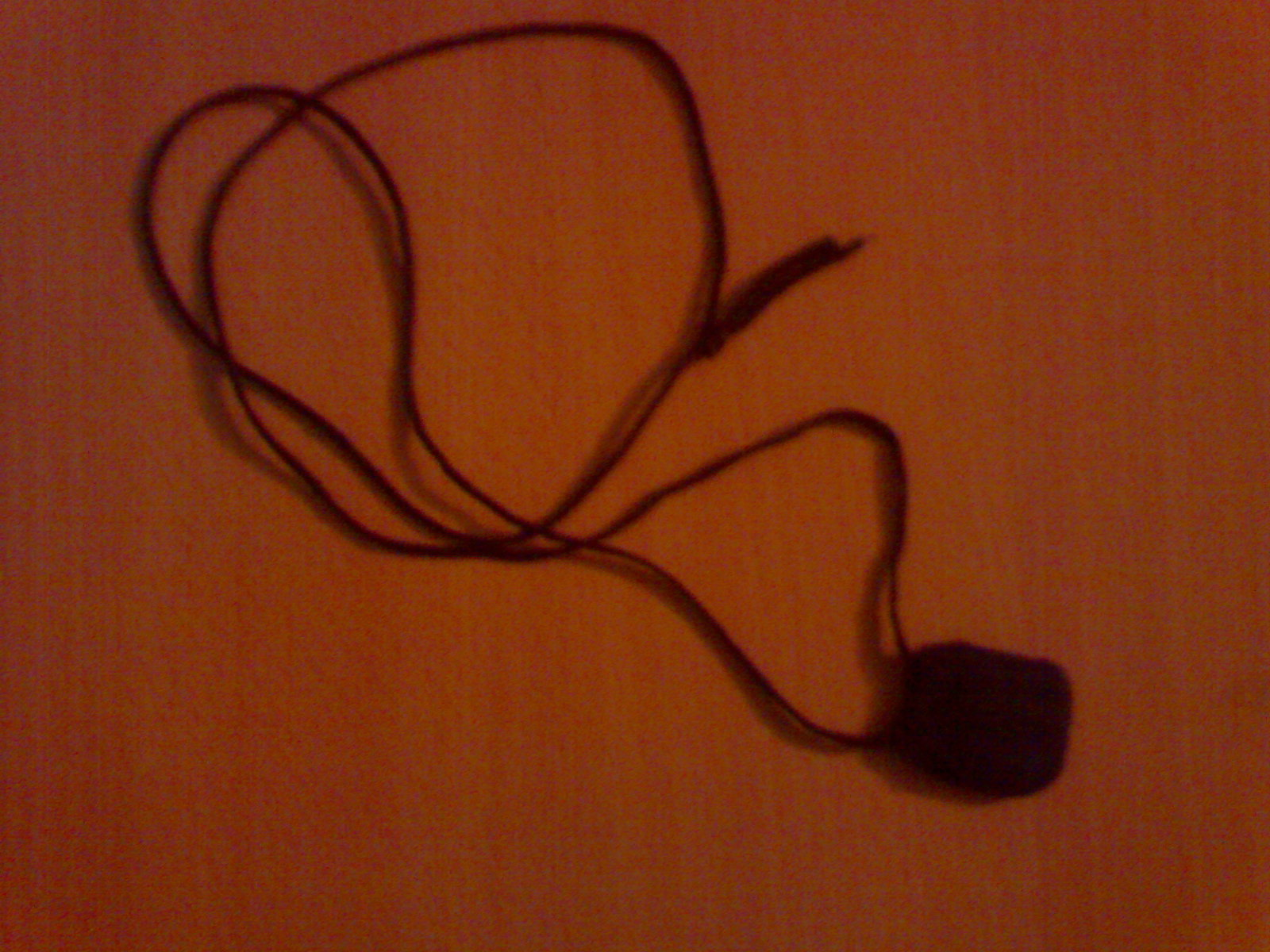
ドゥアーが書かれた紙を含むタウイズ

タウイズ(ta'wiz)という言葉は、アラビア語由来で、ウルドゥ語やヒンディ語で用いられる。アラビア語のtaʿwīdhという言葉は、「アミュレット」や「チャーム」という意味で、「アミュレットや呪文により人を強化する」という意味のʿawwadhaという動詞に由来する。
中世には、12世紀から14世紀頃の中東で特に人気があった、ギリシアの星座に由来する黄道宮のシンボル等、天文学的なシンボルも用いられた。イスラム教徒のアーティストは、その天文学的な特性に基づいた惑星の擬人化を行い、またアル＝ティニン(Al Tinnin)またはjauzahrと名付けられた見えない架空の惑星も作り出した。このような天文学的なシンボルで装飾された物体は、タリスマンの保護の力を強めると信じられた。イスラム教のアミュレットでは、ソロモンの指輪やズルフィカール（アリーの剣）等の抽象的なシンボルも一般的である。邪視を避けるためにしばしば用いられるアミュレットで他に人気があるものには、ハムサ（「5」の意味）または「ファティマの手」と呼ばれるシンボルがあり、これはイスラム教以前のフェニキア時代から知られている。
中央アジア及び西アジアでは伝統的に、邪視等の力から守るために、赤ちゃんや幼児の衣服にアミュレット（しばしば神聖な詩の一節を含む三角形の容器の形態）を取り付ける。三角形のアミュレットのモチーフは、キリム等のオリエンタルラグの模様にもしばしば現れる。カーペット専門家のJon Thompsonは、これは単なる模様ではなく、アミュレットそのものであり、そこから保護を受けるものであると説明する。

### イスラムのアミュレットの材質

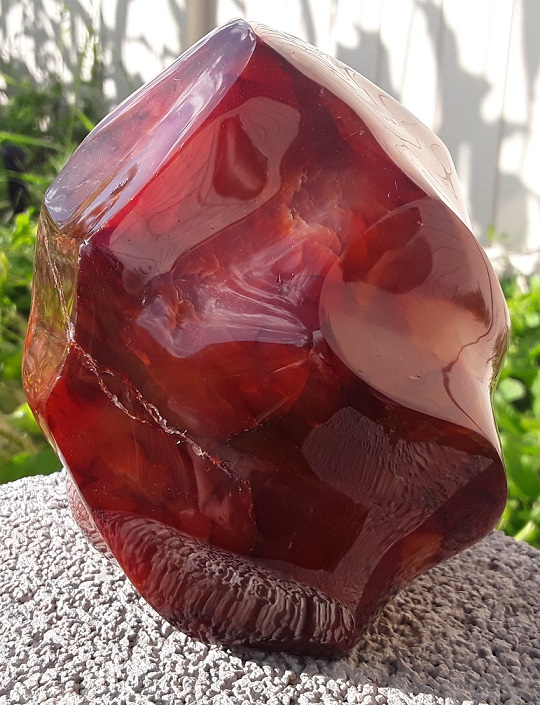
カーネリアン'flame'

イスラム世界では、アミュレットの材料組成や描かれた内容により、その保護の力にとって重要である。素材の持つ保護の力は、自然界における希少性や金銭的価値、象徴的意味合いに大きく依存するため、アミュレットの材料として、価値のある高価な材料が好まれる。その中でも、ムハンマドが右手の小指に嵌めていた指輪の素材と言われ、ムハンマドの石とみなされているカーネリアン ('aqiq) が良く好まれる。その他には、戦闘で勝利し、雷から守り、内臓の病気を治癒する力を持つと言われるヒスイや碧玉も好まれる。また、異なる素材を組み合わせたアミュレットは、複数の効果を持つとされる。例えば、ヒスイとカーネリアンの組合せは、妊娠の力を暗示する。赤く熱を通すカーネリアンは血液に似ており、アッラーフが人間を創った(Qur. 96:2)際の凝固した血液の塊を模している。さらに、安全と力を究極的に与える者、クルアーンとムハンマドをもたらした者としてアッラーフを称える、クルアーン中の詩に繰り返し現れる呪文的表現がしばしばアミュレットに刻まれる。

### 小型のアミュレット

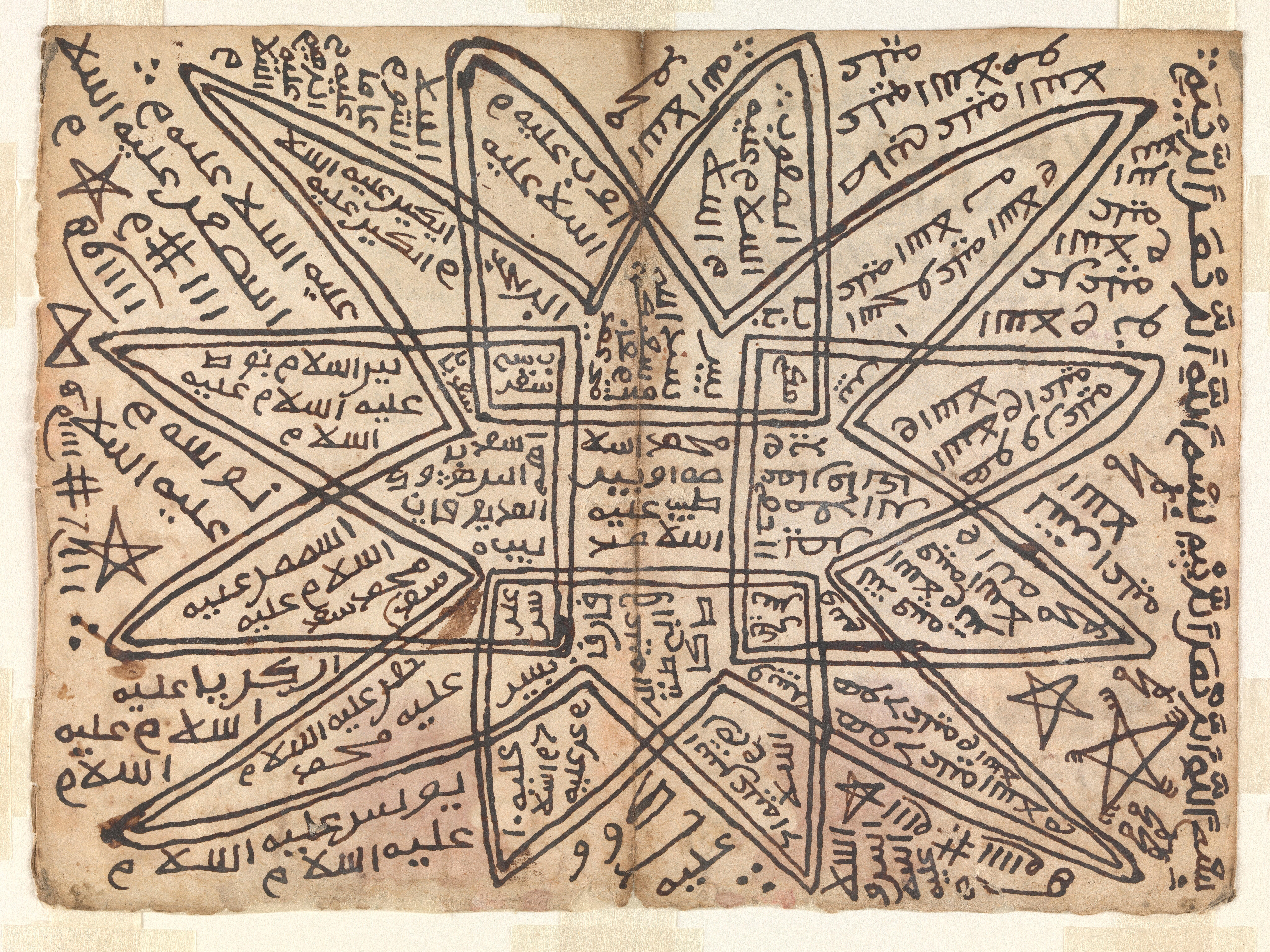
アミュレットに描かれるものには、邪眼に対する呪文も含まれる

中世の地中海イスラム世界で作られた小型のアミュレットには、祈りの文をブロックプリントかタルシュと呼ばれる木版で印刷したものがある。この小型の紙を折ることで、さらに大きさは小さくなり、身に着けられる小さな箱や円筒型のペンダントケースにも入れられるようになる。
トロントのアガ・カーン博物館には、10世紀か11世紀にエジプトで作られたブロックプリントのアミュレットが収蔵されており、7.2×5.5cmの紙にインクで書かれた微小な文字を見ることができる。この文章の最終行は、'So God will safeguard you from them. He is All-Hearing and All-Knowing'（だから神はそれらからあなたを守る。神は全てを聞き、全てを知っている）と述べるクルアーンの詩(Qur. 20:46)を引用している。このようにして、保護者としてのアッラーフと、神のエネルギーを宿し、伝達する道具であるアミュレットの間に結びつきが生じている。アミュレットとタリスマンは、初期のイスラム教徒により、神に自身をアピールするものとして用いられた。この観点では、これらのイスラム初期のアミュレットは、悪魔や死者の霊の力への魔術的な対抗の意味のあった、ビザンチン、ローマ、初期イラン、その他の時代の前イスラムのものとは、かなり異なるものであった。
アミュレットの主要な機能は、不運、邪視、ジン等を避け、健康、寿命、妊娠、薬効等を向上させることであった。地域ごとの違いはあるものの、これらの物品には、独特な語彙や記号を用いるという共通点があった 。これらは、組み合わせることで、さらに顕著に見られることもある。これらの文章を含むアミュレットは、もともと、信者に神の神聖性を宣言するよう指示する詩であるアル・イフラースのスーラ(Qur. n2: 1-4)が書かれた鉛の箱の中に入れられていた。多様なブロックプリント製のアミュレットでも見られるように、鉛の箱には柄が取り付けられており、これによって衣服に縫い付けたり、体から吊るしたりできるようになっていた。この容器は恐らく常に密封されたままであり、所有者が中身の印刷された文章を直接見ることは、恐らくなかったと考えられる。

## ヒンドゥー教
ヒンドゥー教徒が身に着けるタウイズには、しばしば神聖なオームのシンボルが描かれる。

## 仏教

### チベット
チベットの仏教徒は、多くの種類のタリスマンやシャーマンのアミュレットや、金剛杵、鐘、その他の宗教用具を持つ。チベットの仏教徒は、祈りの文を書いた羊皮紙の巻物をマニ車に納め、これを1回回転させることで、1回唱えたこととされる。

### タイ
タイの仏教徒やアニミズムの信仰者も、様々な神のアミュレットを持ち、今日でも大多数の人々はそれを用いている。魔術への信仰は、タイの文化や宗教信仰、民間の迷信に深く根付いており、これを反映して、日常生活においてもアミュレットや魔術の儀式が一般的である。アミュレットとして一般的なものは、プラソムデッ・トーの画像やグルの硬貨等である。しかし、タイ王国には非常に多くの魔術の伝統があり、また、タクルットの経文の巻物から、'hoeng prai'の死者の骨や肉を使い、霊を蘇生させて持ち主の目標を叶える手助けをするBan Neng Chin Aathanまで、非常に多くの種類のアミュレットやチャームが見られる。膨大なタイ仏教のアミュレットはそれ自体が研究のテーマであり、実際に多くの人が、その研究や収集に人生をかけている。また、タイ人だけではなく外国人にも人気があり、特にここ数年は、外国での関心が急増し、世界中で知られるようになった。アミュレットの値段は、数ドルのものから1つ数百万ドルのものまで様々で、珍品の収集家の資金を目当てに偽造品の市場も存在している。そのため、収集家が本物のアミュレットを入手するためには、専門家の手助けが必要となっている。

## その他の文化
アミュレットは、その時代や地域によってかなり異なるものであり、多くの社会では、宗教に関係する物がアミュレットとして用いられる。例えば、古代ケルトに由来する四つ葉のクローバーは、幸運を意味するが、アイルランドのシャムロックは、キリスト教の三位一体を象徴する。
ボリビアでは、エケコは標準的なアミュレットであり、幸運と繁栄を得るために、少なくとも1枚の紙幣か1本のタバコを備えるべきとされる。
インド、ネパール、スリランカの一部地域では、伝統的に「ジャッカルの角」が願いを叶えるとされ、紛失した際には、自らの意思で持ち主の下に戻ると信じられている。また、シンハラ人には、その角は、どんな訴訟でも持ち主に勝利をもたらすと信じる者もいる。
ネイティブ・アメリカンのゴーストダンスでは、彼らを弾丸から守るために、ゴーストシャツを着用する。
フィリピンでは、アミュレットは、アギマットまたはanting-antingと呼ばれ、民間伝承によると、最も強力なものは、真夜中に熟したバナナから取れるhiyas ng saging（バナナの真珠またはバナナの宝石）である。これの完全な所有者になるには、kapreと呼ばれる超自然の生物と戦う必要がある。受難週には、信者は自身のアミュレットを再充電するため、バナハウ山に旅行する。

## ギャラリー

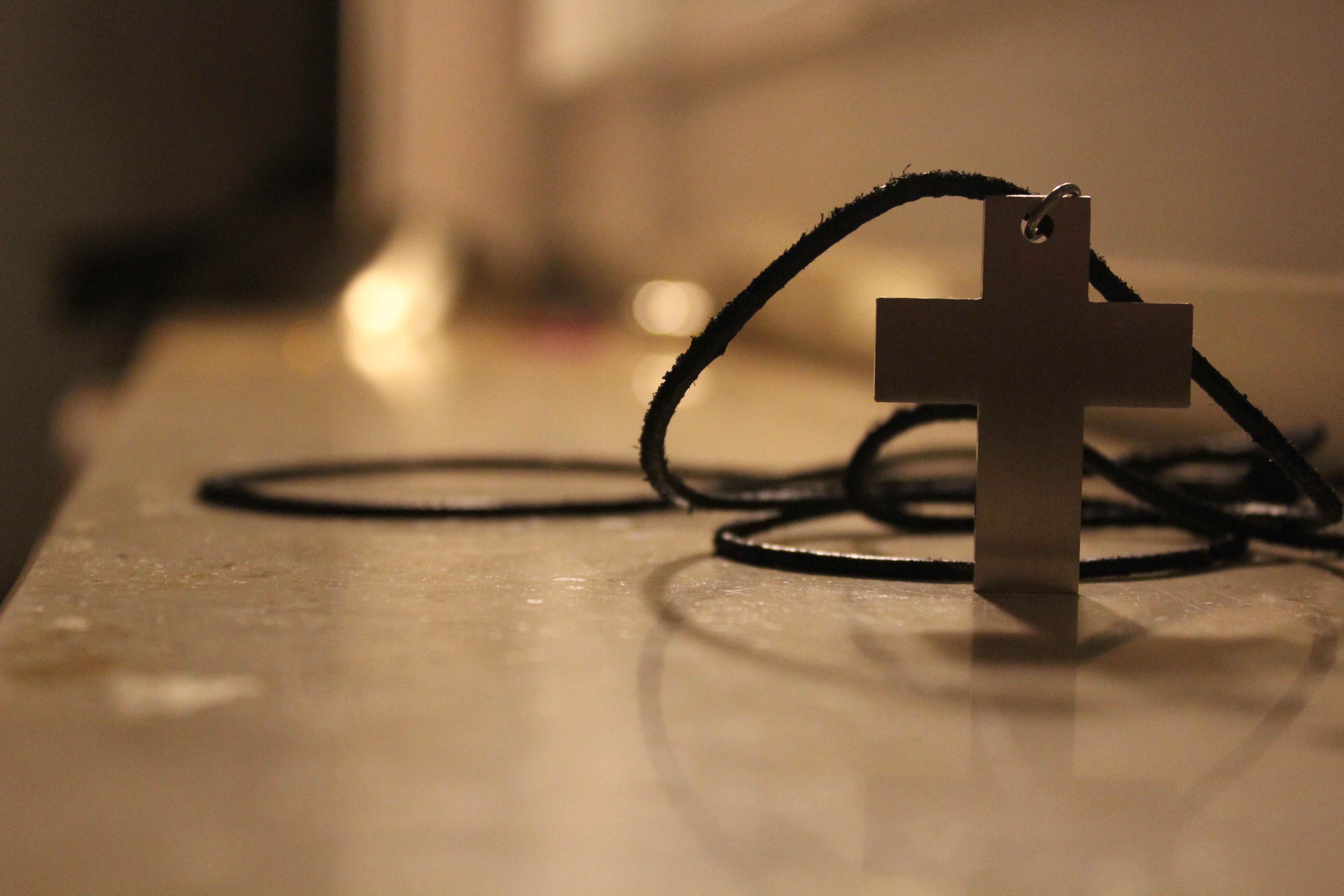
十字架のネックレス
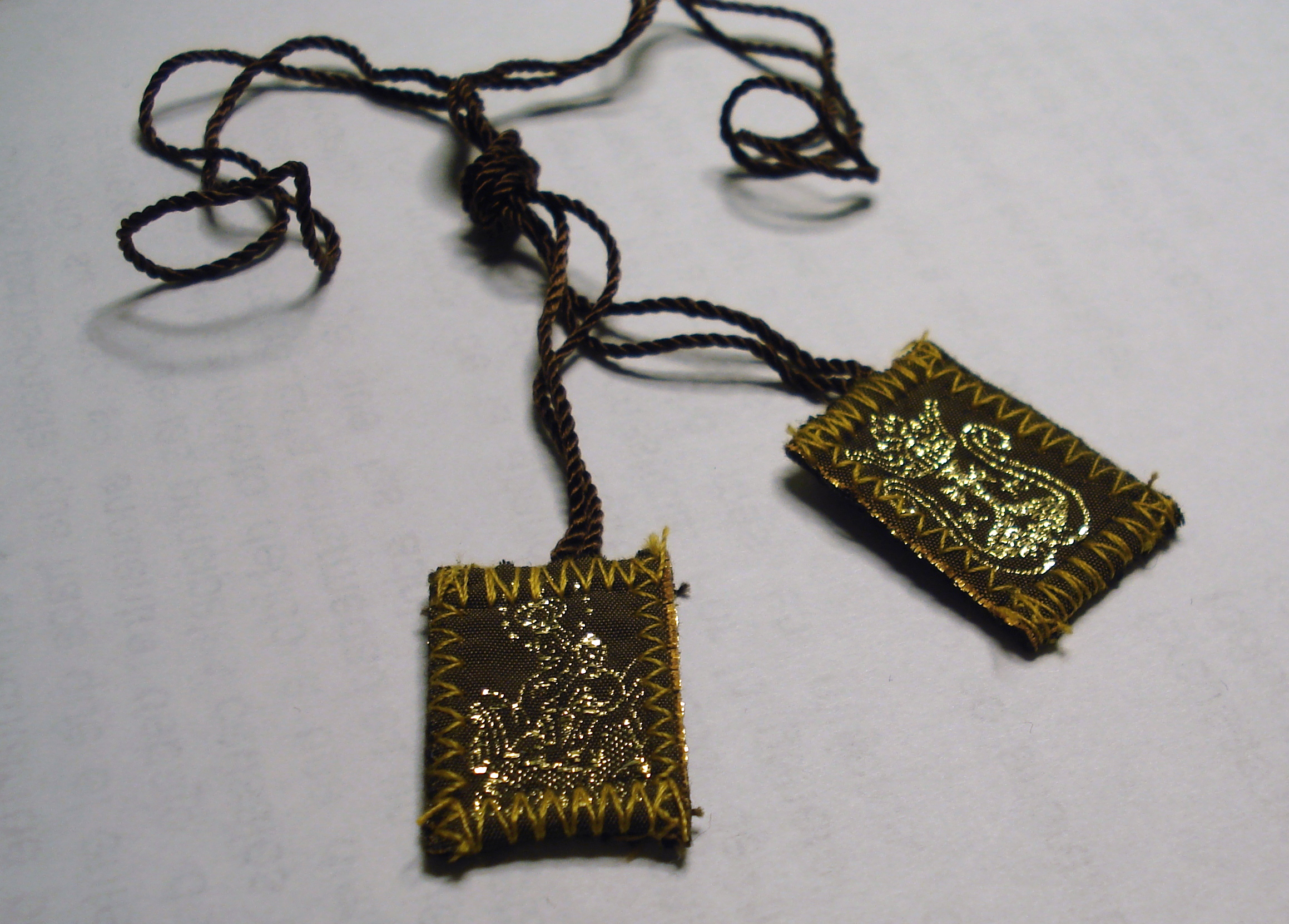
茶色のスカプラリオ（カルメル山の聖母のスカプラリオ）
古代ローマのSATOR AREPO TENET OPERA ROTAS
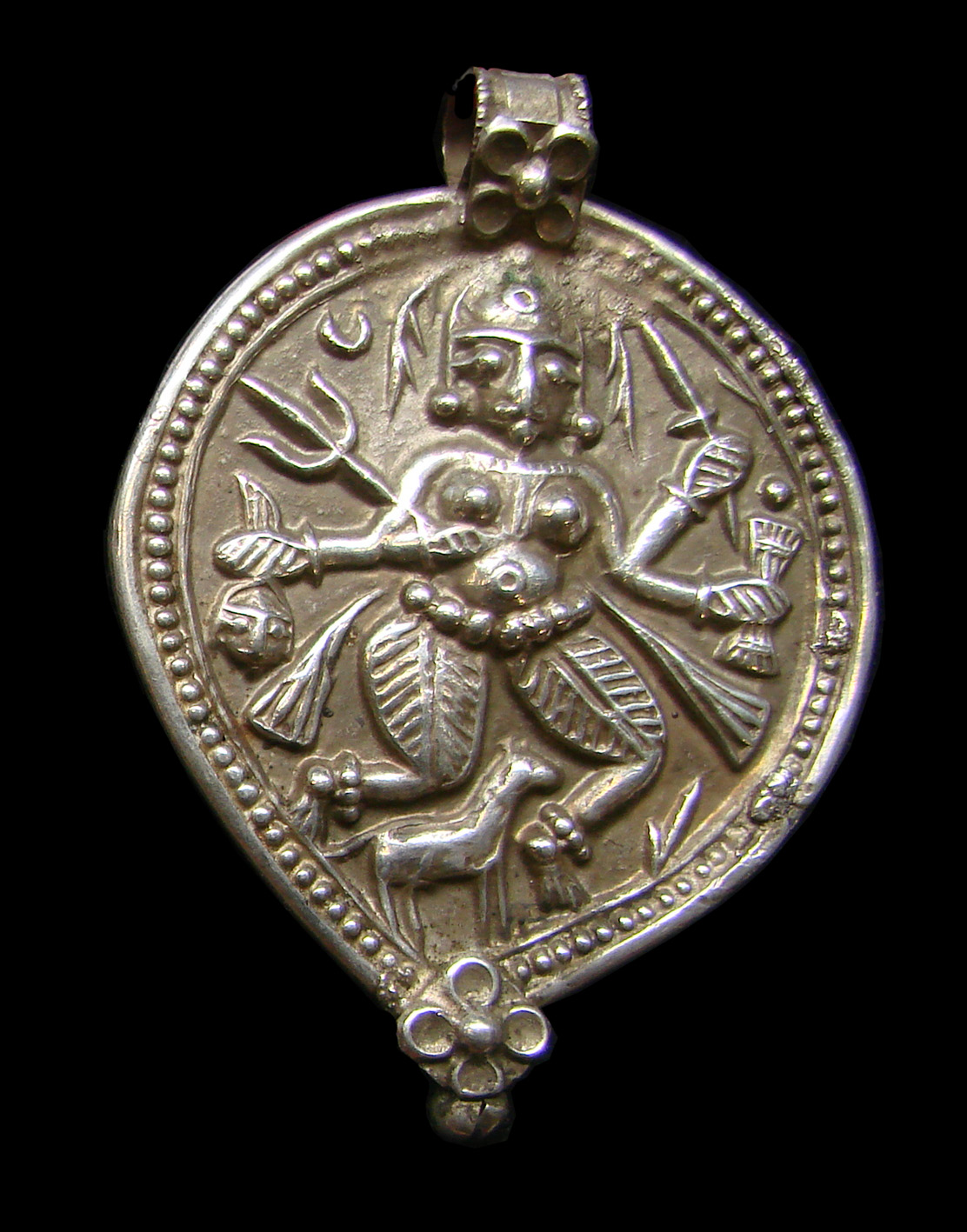
女神ドゥルガーを描いたラージャスターン州のアミュレット
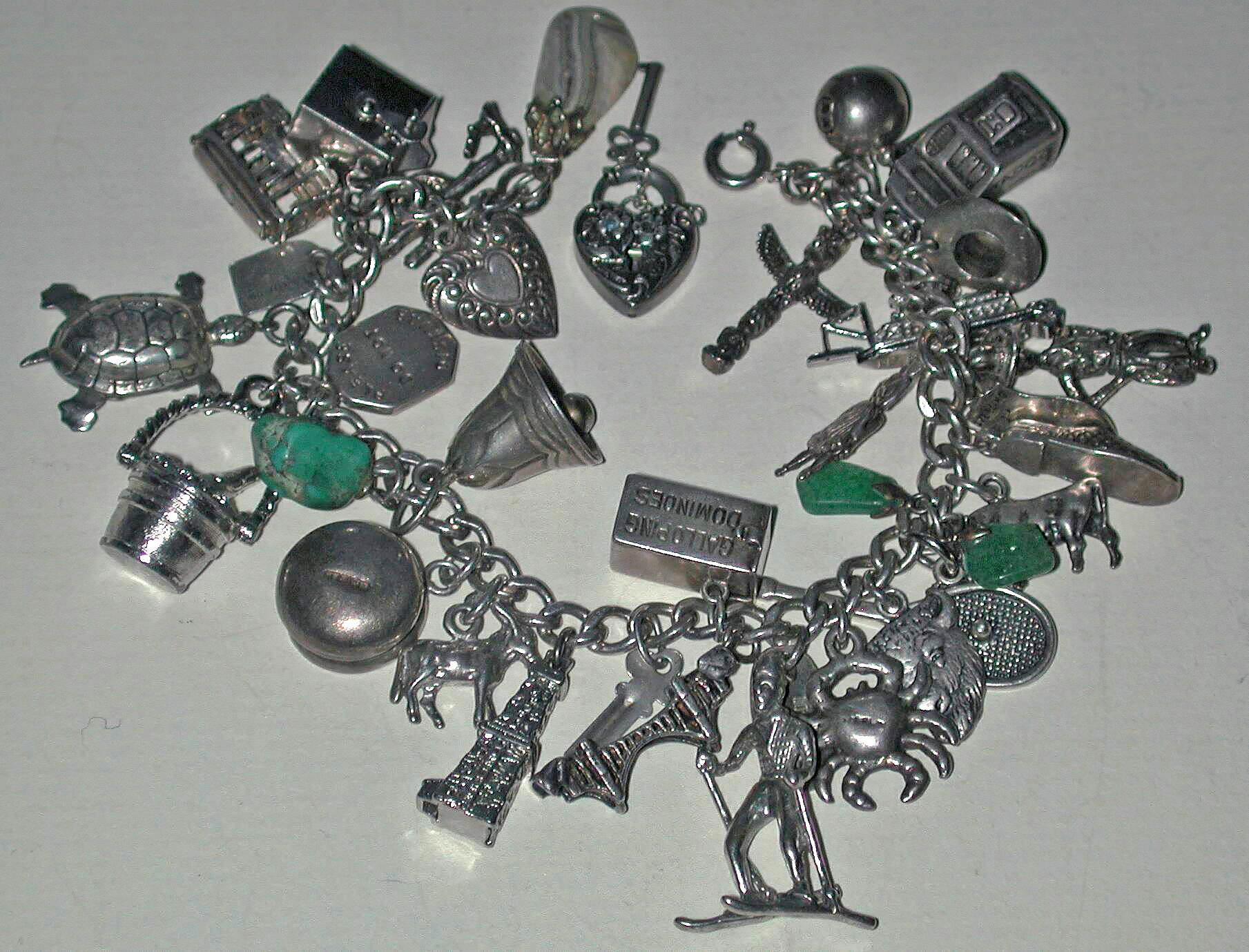
w:Charm bracelet
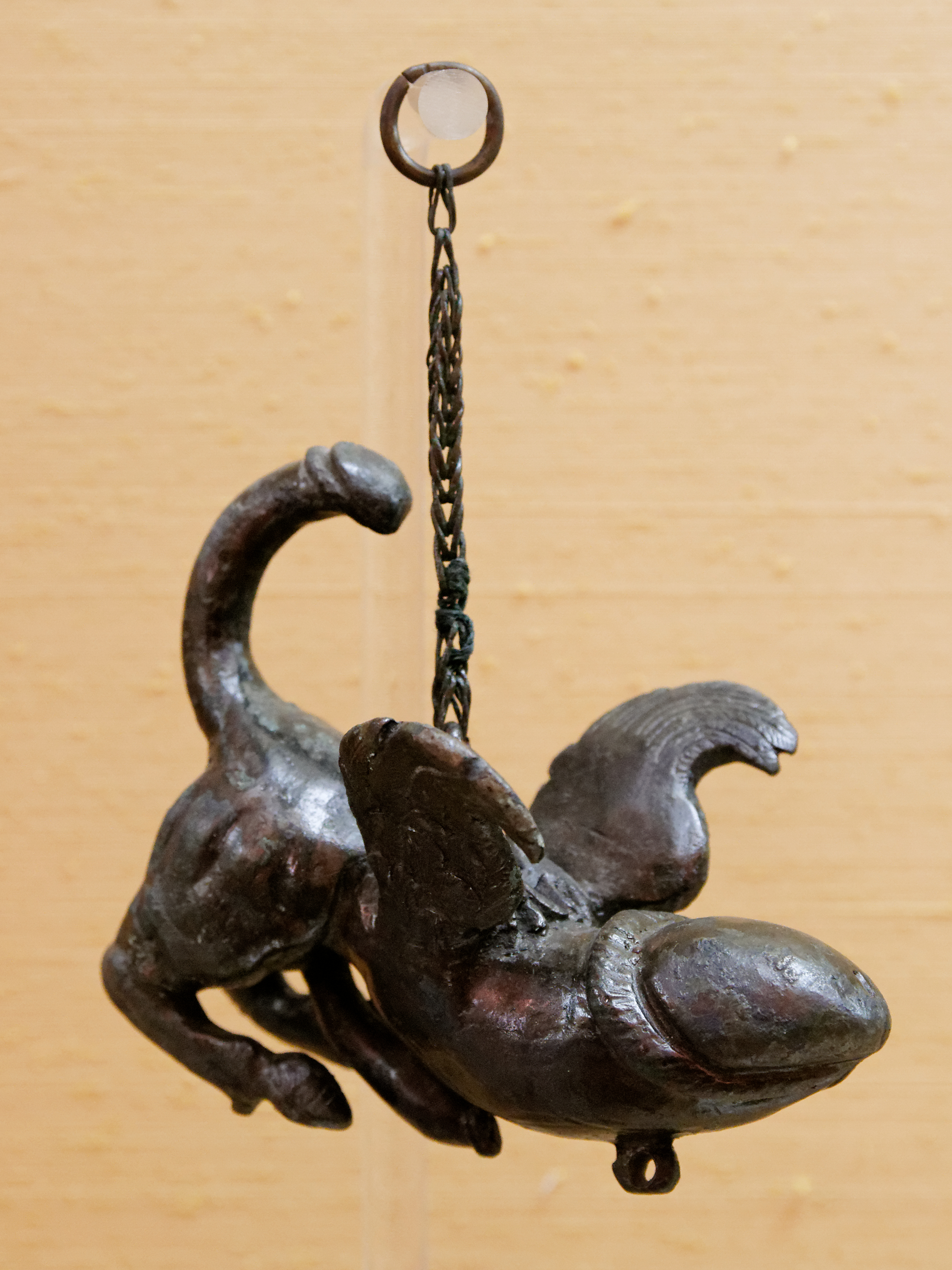
ポンペイで出土した古代ローマのファスキヌス
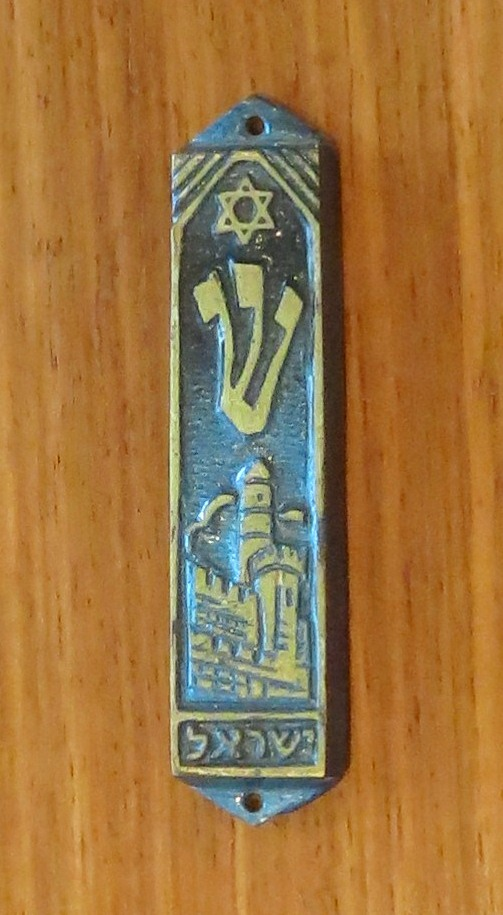
メズーザー
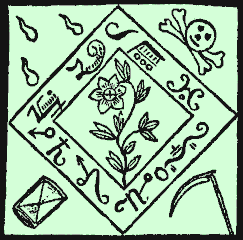
グリモワール『黒い雄鶏』
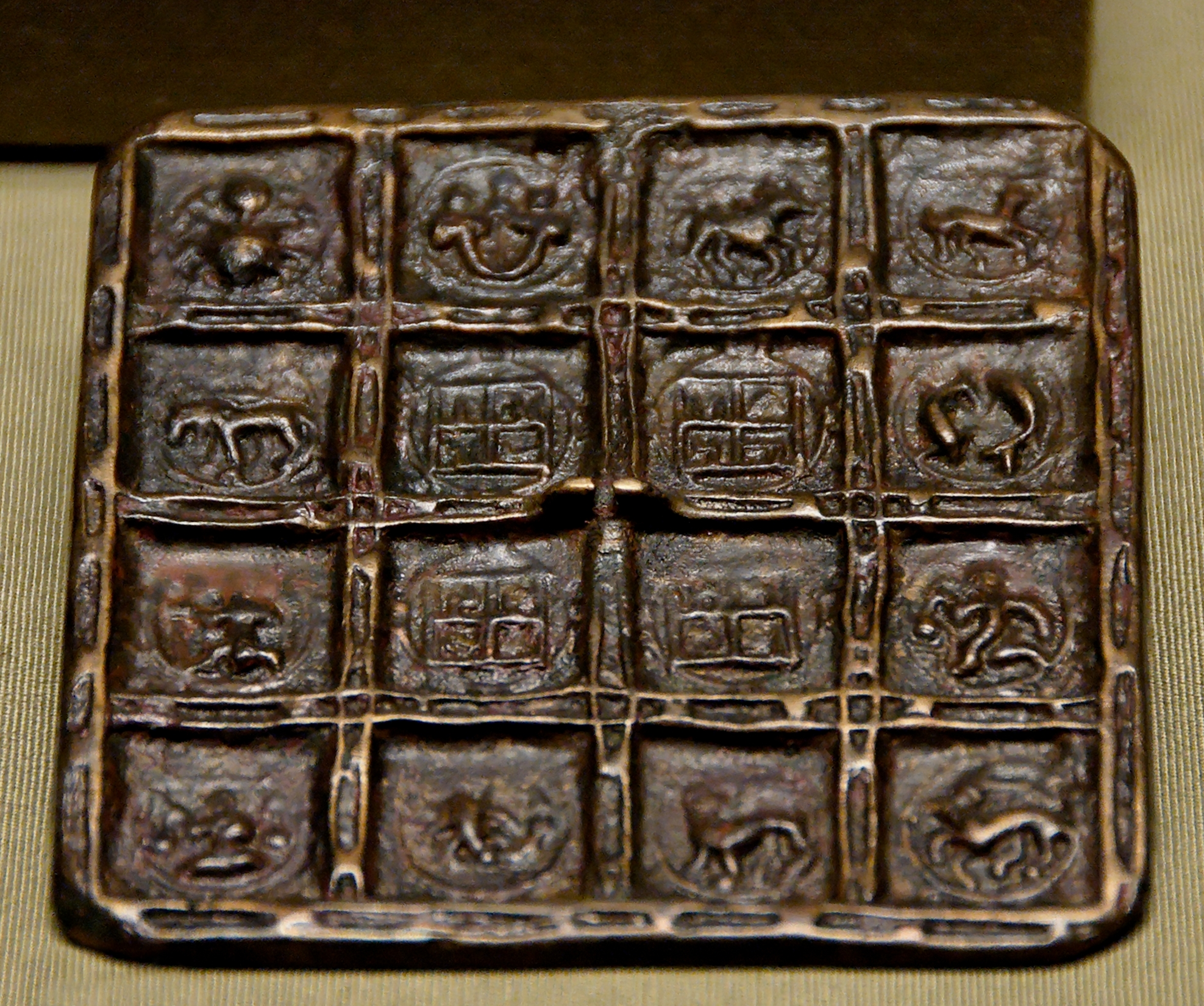
黄道帯のシンボルを描いた魔法の鏡
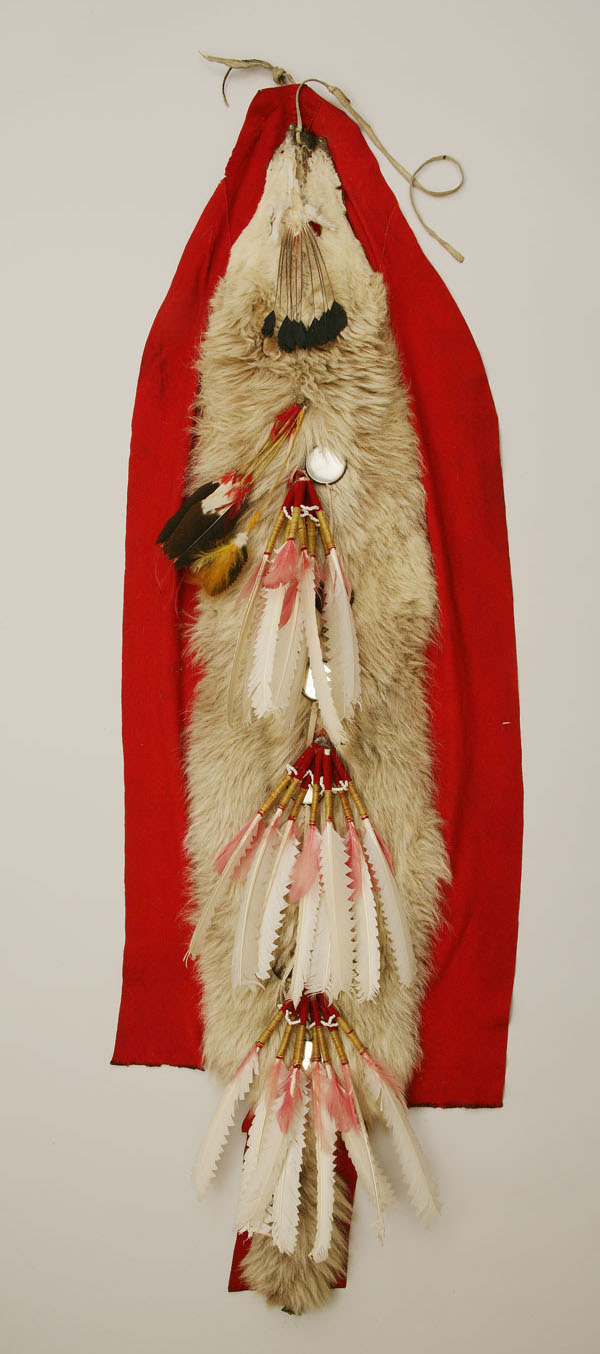
オオカミの皮、木、鏡、羽毛、ボタン、真鍮の鐘でできたネズ・パースのタリスマン
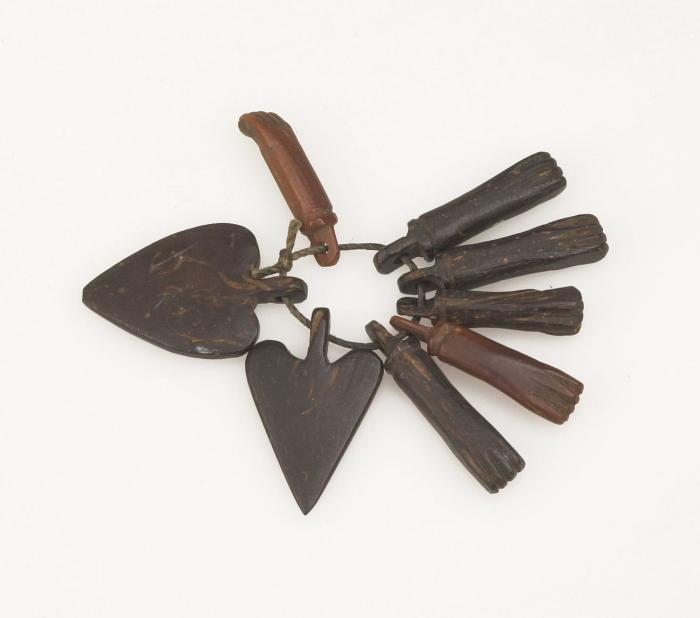
アフロ・スリナム人のウィンティ
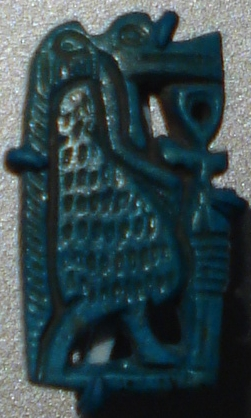
古代エジプトのタウエレトのアミュレット（紀元前1539年-1292年頃）り